# Lake Los Angeles
Lake Los Angeles statisztikai település az USA Kalifornia államában, Los Angeles megyében. Lakosainak száma 13 187 fő (2020. április 1.).

## Népesség
A település népességének változása:

| 2010 | 12 328 |
| 2020 | 13 187 |